# Mi padre es ingeniero
Mi padre es ingeniero (Mon père est ingénieur) es una película francesa dirigida por Robert Guédiguian en 2004, y protagonizada por Ariane Ascaride, Jean-Pierre Darrousin y Gerard Meylan.

## Sinopsis
Historia de un hombre y de una mujer que, desde pequeños, no pueden vivir el uno sin el otro. Ya son adultos y son médicos. Sus respectivas carreras amenazan con separarles, pero no lo permitirán. Contra toda probabilidad, escogen enfrentarse al destino y a la realidad para quedarse juntos.